# Campeonato Mundial de Gimnasia Artística de 1978
El XIX Campeonato Mundial de Gimnasia Artística se celebró en Estrasburgo (Francia) entre el 23 y el 29 de octubre de 1978 bajo la organización de la Federación Internacional de Gimnasia (FIG) y la Federación Francesa de Gimnasia.

## Resultados

### Masculino
| Evento                 | Oro | Plata | Bronce                                                          |
| ---------------------- | --- | --- | --------------------------------------------------------------- |
| Concurso completo ind. | Nikolai Andrianov Unión Soviética 117,200 pts.                                                                  | Eizo Kenmotsu Japón 116,550 pts.                                                                                               | Alexander Ditiatin Unión Soviética 116,375 pts.                 |
| Suelo                  | Kurt Thomas Estados Unidos 19,650                                                                               | Shigeru Kasamatsu Japón 19,575                                                                                                 | Alexander Ditiatin Unión Soviética 19,400                       |
| Caballo con arcos      | Zoltan Magyar · Hungría · 19,800                                                                                | Eberhard Gienger Alemania Occidental 19,425                                                                                    | Stoyan Delchev Bulgaria 19,400                                  |
| Anillas                | Nikolai Andrianov Unión Soviética 19,700                                                                        | Alexander Ditiatin Unión Soviética 19,675                                                                                      | Danut Grecu Rumania 19,650                                      |
| Salto de potro         | Junichi Simizu Japón 19,600                                                                                     | Nikolai Andrianov Unión Soviética 19,575                                                                                       | Ralph Bärthel República Democrática Alemana 19,550              |
| Paralelas              | Eizo Kenmotsu Japón 19,600                                                                                      | Nikolai Andrianov Unión Soviética / Horosji Kajiyama Japón 19,575                                                              |                                                                 |
| Barra fija             | Shigeru Kasamatsu Japón 19,675                                                                                  | Eberhard Gienger Alemania Occidental 19,650                                                                                    | Stoyan Delchev Bulgaria / Yennadi Krisin Unión Soviética 19,600 |
| Concurso por equipos   | Japón Hiroshi Kajiyama Shigeru Kasamatsu Eizo Kenmotsu Junichi Shimizu Shinzo Shiraishi Mitsuo Tsukahara 579,85 | Unión Soviética Nikolai Andrianov Eduard Azarian Alexander Dityatin Gennady Krysin Vladimir Markelov Aleksandr Tkachyov 578,95 | República Democrática Alemana 571,75                            |

### Femenino
| Evento                 | Oro | Plata | Bronce |
| ---------------------- | --- | --- | --- |
| Concurso completo ind. | Elena Mukhina Unión Soviética 78,725 pts.                                                                                  | Nelli Kim Unión Soviética 78,575 pts.                                                                         | Natalia Shaposhnikova Unión Soviética 77,875 ts.                                                                    |
| Suelo                  | Nelli Kim Unión Soviética / Elena Mukhina Unión Soviética 19,775                                                           | | Kathy Johnson Estados Unidos / Emilia Eberle Rumania 19,525                                                         |
| Salto de potro         | Nelli Kim Unión Soviética 19,625                                                                                           | Nadia Comaneci Rumania 19,600                                                                                 | Steffi Kraker República Democrática Alemana 19,550                                                                  |
| Barras asimétricas     | Marcia Frederick Estados Unidos 19,800                                                                                     | Elena Mukhina Unión Soviética 19,725                                                                          | Emilia Eberle Rumania 19,625                                                                                        |
| Barra                  | Nadia Comaneci Rumania 19,625                                                                                              | Elena Mukhina Unión Soviética 19,600                                                                          | Emilia Eberle Rumania 19,575                                                                                        |
| Concurso por equipos   | Unión Soviética Maria Filatova Natalia Shaposhnikova Elena Mukhina Nellie Kim Svetlana Agapova Tatiana Arzhannikova 388,75 | Rumania Nadia Comăneci Emilia Eberle Marilena Neacsu Teodora Ungureanu Anca Grigoraș Marilena Vlădărău 384,25 | República Democrática Alemana Steffi Kraker Silvia Hindorff Birgit Süß Heike Kuhardt Karola Sube Ute Wittwer 382,25 |

## Medallero
| Núm. | País           | Oro | Plata | Bronce | Total |
| ---- | -------------- | --- | ----- | ------ | ----- |
| 1    | URSS           | 7   | 7     | 4      | 18    |
| 2    | Japón          | 4   | 3     | 0      | 7     |
| 3    | Estados Unidos | 2   | 0     | 1      | 3     |
| 4    | Rumania        | 1   | 2     | 4      | 7     |
| 5    | Hungría        | 1   | 0     | 0      | 1     |
| 6    | RFA            | 0   | 2     | 0      | 2     |
| 7    | RDA            | 0   | 0     | 4      | 4     |
| 8    | Bulgaria       | 0   | 0     | 2      | 2     |
|      | TOTAL          | 15  | 14    | 15     | 44    |